# Mihovec
Mihovec falu Szlovéniában, a Délkelet-Szlovénia statisztikai régióban. Közigazgatásilag Novo mesto városi községhez tartozik. A település területe mindössze 2,49 négyzetkilométer. Mihovec 314 méter magasan fekszik a tenger szintjéhez viszonyítva. A falu lakossága 2002-ben még 148 fő volt.

## Fordítás
- Ez a szócikk részben vagy egészben  a   Mihovec című angol Wikipédia-szócikk ezen változatának fordításán alapul.  Az eredeti cikk szerkesztőit annak laptörténete sorolja fel. Ez a jelzés csupán a megfogalmazás eredetét és a szerzői jogokat jelzi, nem szolgál a cikkben szereplő információk forrásmegjelöléseként.